# Nord Stream

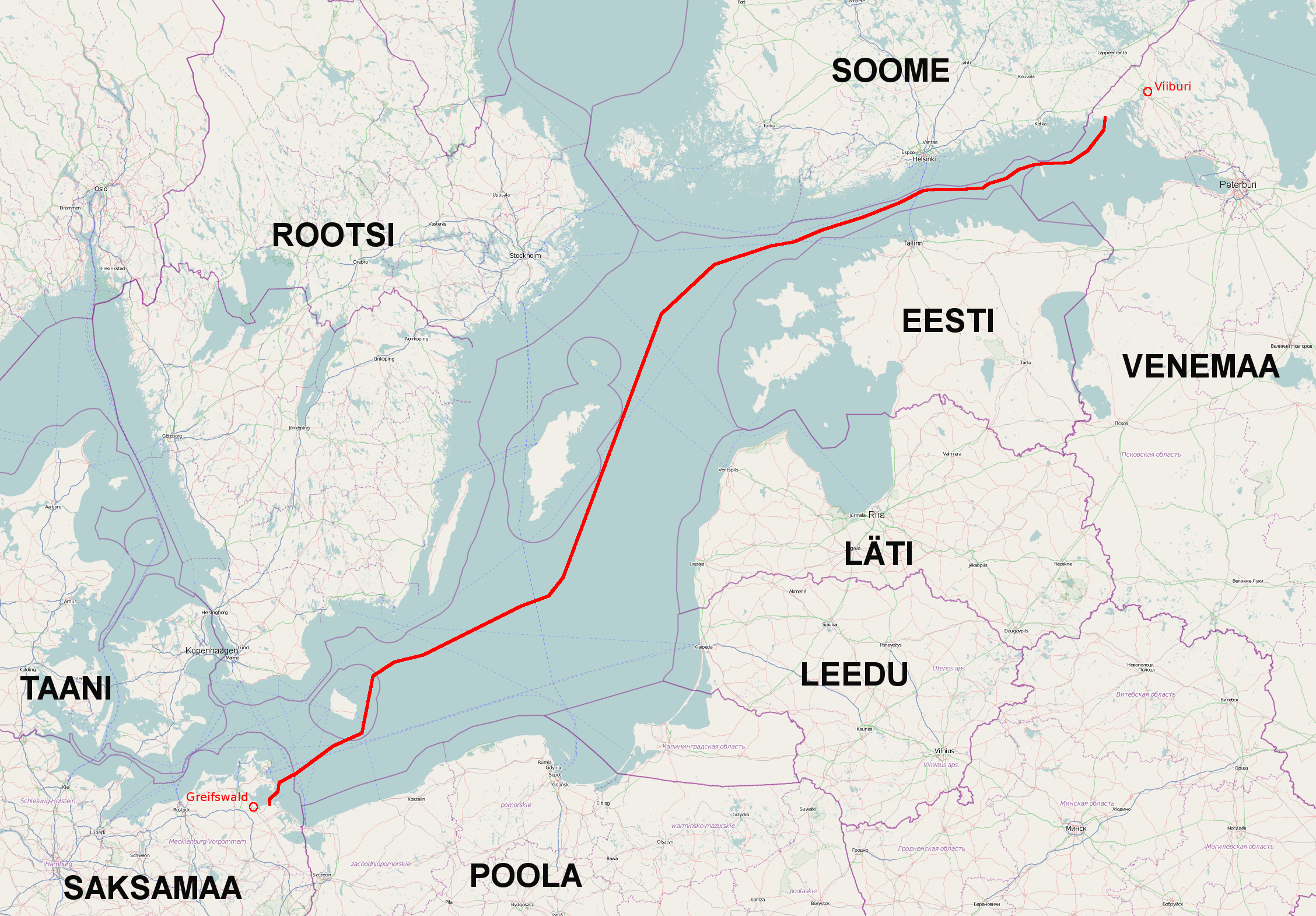
Nord Stream består av två parallella stålrör för fossilgastransport som har lagts på bottnen av Östersjön, inklusive Finska viken.

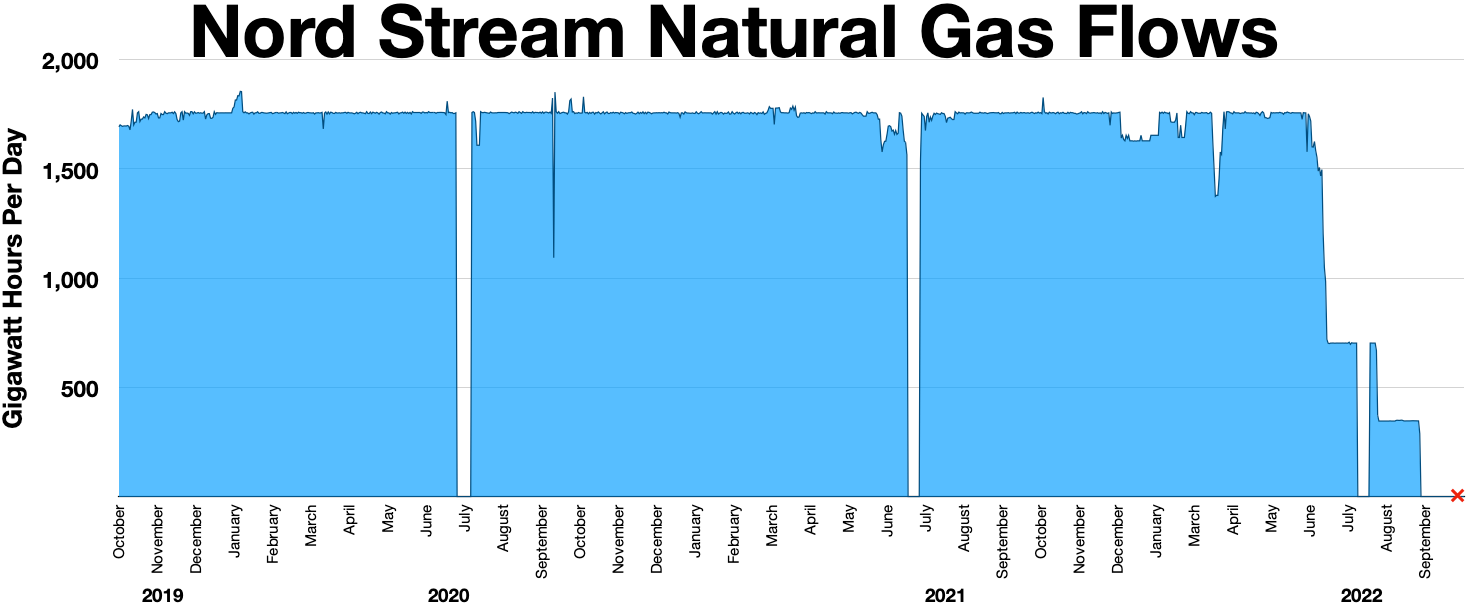
Gasflöden genom Nord Stream oktober 2019 – september 2022.

Nord Stream (tidigare den nordeuropeiska gasledningen eller NEGP, Östersjöledningen, ryska: Северный поток, Nordströmmen) är en naturgasledning mellan Ryssland och Tyskland genom Östersjön. 
Nord Stream består av två parallella stålrör för naturgastransport med omkring 120 centimeters diameter som har lagts på botten av Östersjön och Finska viken. Gastrycket i ledningen varierar men uppgår som högst till 220 bar (22 MPa). Varje rör är dimensionerat för att transportera 27,5 miljarder m3 gas per år vilket tillsammans motsvarar 590 TWh energi. Som jämförelse var Sveriges årliga energitillförsel 2016–2018 ca 560 TWh.

## Bakgrund
Fossilgas står för en fjärdedel av världens totala energianvändning och de kommersiellt utvinnbara reserverna beräknas räcka 63 år med dagens användning, teknik och priser. 31 procent av reserverna finns i de gamla Sovjetrepublikerna.
De största naturgasfyndigheterna i Ryssland finns koncentrerade på Jamal-halvön i nordvästra Sibirien. Den ryska naturgasproducenten Gazprom har planerat omfattande projektering och utvinning där. Nord Stream-ledningen syftar till att leda naturgas från Jamal-fälten för export till Västeuropa.
Ryssland planerade tillsammans med Italien, Grekland, Serbien och Bulgarien också en naturgasledning under Svarta havet i sydöstra Europa, South Stream. Ledningen var planerad att dras från den ryska Svarthavskusten, tvärs över Svarta havet på dess botten till en hamn i Bulgarien. På så vis skulle Ryssland ha kunnat exportera stora mängder naturgas till södra Europa, utan transitavgifter till Ukraina och Turkiet. Istället byggde man Turkstream, som stod klart 2020.
Sveriges dåvarande försvarsminister Mikael Odenberg och försvarsdepartementet varnade på planeringsstadiet för säkerhetsriskerna med projektet och att det skulle kunna användas för att flytta fram Rysslands militära positioner i Östersjön, men fick inte gehör från regeringen Reinfeldt. Andra som varnade var Mona Sahlin (S) och Anders Ygeman (S) (båda angav miljöskäl), Maria Wetterstrand (MP) och Carl B Hamilton (L) (båda angav säkerhetsskäl). Trycket från EU att bygga ledningen var stort. Den tidigare tyska förbundskanslern Gerhard Schröder, då ordförande i Nord Stream, lobbade för projektet i Bryssel. Miljöministern Andreas Carlgren (C) argumenterade att gasledningen skulle gå på internationellt vatten och att ingen seriös svensk regering skulle kunna bryta mot internationell rätt och säga nej till projektet. Men Said Mahmoudi, professor i internationell rätt, sade att det fanns starka argument att använda juridiken för att stoppa projektet om det fanns en politisk vilja, men att regeringen tvärtom hade indikerat att det var ett önskvärt projekt.
2016, efter Krimkrisen och när Nord Stream 2 skulle byggas, kom kritik från USA:s vicepresident Joe Biden och Hans Wallmark (M), men regeringen Löfven I och Sveriges utrikesminister Margot Wallström sade att Sverige inte ensamma kunde säga nej.
Trumpadministrationen tog steg för att sanktionera ryska företag som försåg Moskva med material för att spåra kommunikationskablar under vattnet. Talespersonen för USA:s utrikesdepartement, Vincent Campos, sade att "Nord Stream 2 ger Ryssland verktyg för politisk påtryckning av europeiska länder, i detta fall genom direkt kontroll över energiresurser"

## Nord Stream 1

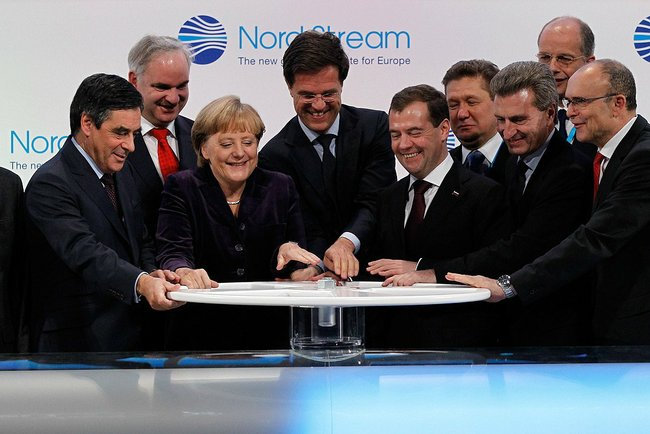
Den första ledningen Nordstream I invigdes 8 november 2011 i Lubmin, Tyskland, i närvaro av förbundskansler Angela Merkel, president Dmitrij Medvedev, EU-kommissionär Günther Oettinger, premiärminister François Fillon och premiärminister Mark Rutte.

Totala längden per ledning är 1220 kilometer. Gasledningen har anlagts av konsortiet Nord Stream, vars ägare är ryska Gazprom 51 procent, tyska Wintershall Holding 15,5 procent, tyska E.ON Ruhrgas 15,5 procent, holländska Gasunie 9 procent och franska GDF Suez 9 procent.

### Byggstart och invigning
I Sveriges ekonomiska zon lades de första rören ner 6 april 2010 och officiell start av bygget skedde 9 april 2010 i närvaro av den ryska presidenten Dmitrij Medvedev och EU:s energikommissionär Günther Oettinger. Projektets miljökontrollrapport för 2010 visar att det inte orsakat någon oförutsedd miljöpåverkan.
Den första ledningen invigdes 8 november 2011 i Lubmin, Tyskland, i närvaro av Tysklands förbundskansler Angela Merkel, Rysslands president Dmitrij Medvedev, EU-kommissionär Günther Oettinger, Frankrikes premiärminister François Fillon och Nederländernas premiärminister Mark Rutte.

### Ansökan om att dra ledningen
Sträckningen går förbi flera av Östersjöns biologiskt viktiga områden och frågan om ledningen har skapat debatt. Ledningen passerar Rysslands, Danmarks och Tysklands territorialvatten samt de ekonomiska zonerna för Sverige och Finland. Därtill påverkas indirekt övriga Östersjöländer. Av ledningens hela längd går drygt 500 kilometer i svensk ekonomisk zon.
Nord Stream lämnade i december 2007 in en ansökan om att få bygga gasledningen genom Sveriges ekonomiska zon. Den svenska regeringen svarade i februari 2008 att ansökan var ofullständig i fråga om framför allt miljökonsekvensbeskrivning och alternativ till dragning genom Östersjön och begärde kompletteringar. Bolaget lämnade in en omarbetad ansökan i oktober 2008. Den svenska regeringen lämnade sitt tillstånd 2009-11-05, liksom den finländska regeringen samma dag. Sveriges miljöminister Andreas Carlgren framhöll vid beslutet att:
Nu finns flera villkor och åtaganden från bolaget för att säkra bl.a. Östersjöns miljö, fisket och sjöfarten. Påverkan på miljön i Östersjön är enligt de nationella myndigheterna ytterst begränsad och detta under en kort tid i samband med anläggningsarbetet. Regeringen bedömer därmed att den sökta sträckningen är förenlig med Sveriges förpliktelse att skydda och bevara den marina miljön.

### Läggandet av rörledningen

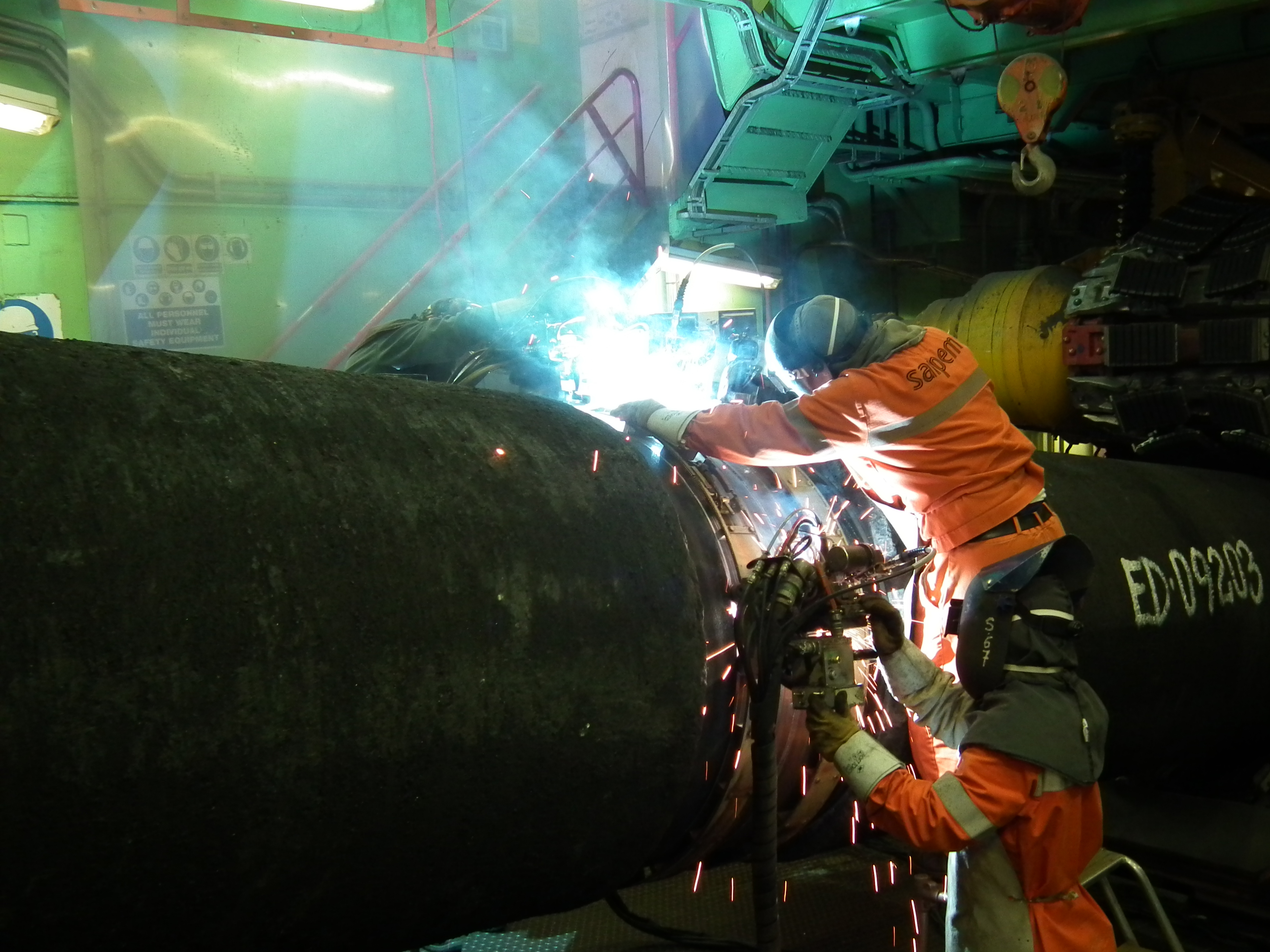
Två av 200 000 rör på naturgasledningen Nord Stream svetsas ihop på det italienska fartyget Castoro Sei 2011.

Den del av Nord Stream som är utlagd på Östersjöns botten består av 200 000 ihopsvetsade rördelar. Ledningen går från Viborg i Ryssland till Greifswald i Tyskland. Många fartyg och aktörer deltog i byggandet av ledningen, men mest arbete utfördes på fartyget Castoro Sei, som tillhör det italienska företaget Saipem.

## Nord Stream 2
Ytterligare två gasledningsrör kallat "Nord Stream 2", på sammanlagt 2 460 km för fördubblad årlig kapacitet till totalt 110 miljarder kubikmeter gas och cirka 1 200  TWh energi, är under anläggning i Östersjön parallellt med nuvarande. Arbetet fortsatte in på svenskt vatten i december 2018.
EU:s kommissionär för klimat och energi Miguel Arias Cañete uttryckte vid en debatt i Europaparlamentet 2016 att han såg projektet som riskabelt. Tidigare samma år skrev ledare för nio EU-länder (Tjeckien, Ungern, Polen, Slovakien, Rumänien, Estland, Lettland, Litauen och Kroatien) ett öppet brev till Europeiska kommissionens ordförandes ordförande, Jean-Claude Juncker där de avrådde från Nord Stream 2.

### Sanktioner
Med endast 160 km kvar att färdigställa införde USA sanktioner mot Nord stream II i december 2019.
Det schweiziska företaget Nord Stream 2 AG som byggde gasledningen från Ryssland till Tyskland begärdes i mars 2022 att försättas i konkurs. Orsaken är de ekonomiska bekymmer som blivit en följd av sanktioner mot Ryssland efter angreppen mot Ukraina.

### Idrifttagande
I september 2021 var rörledningen Nord Stream II tekniskt klar att tas i drift, men tillstånd från tyska myndigheter hade ännu inte lämnats. I samband med krisen i februari 2022 beträffande upptrappning mot en rysk invasion i Ukraina och det ryska erkännandet av utbrytarrepublikerna Donetsk och Lugansk meddelade Tyskland att processen för licensiering pausats.

## Sabotage 2022
Tisdagen 27 september 2022 upptäcktes gasläckage från Nord Stream 1 och 2 i närheten av Bornholm, varav en av tre läckor i svensk ekonomisk zon. Då explosioner registrerats av seismologer vid SNSN, ansågs läckorna vara orsakade av "medvetna handlingar". I och med att det skedde inom dansk och svensk ekonomisk zon, gjorde respektive regering uttalanden om säkerhetsläget där de konstaterade att hotbilden mot länderna inte bedömdes ha ökat. Samma dag inledde bland annat försvarsmakten, SÄPO, polismyndigheten och sjöfartsverket i samverkan med utländska myndigheter ett omfattande utredningsarbete. Dagen därpå, den 29 september, tog SÄPO över den av polismyndigheten inledda förundersökningen om misstänkt grovt sabotage, då handlingarna delvis misstänks vara riktade mot svenska intressen, och det inte kunnat uteslutas att främmande makt legat bakom dem.
18 november 2022 bekräftade Åklagarmyndigheten "att händelsen rör sig om grovt sabotage".

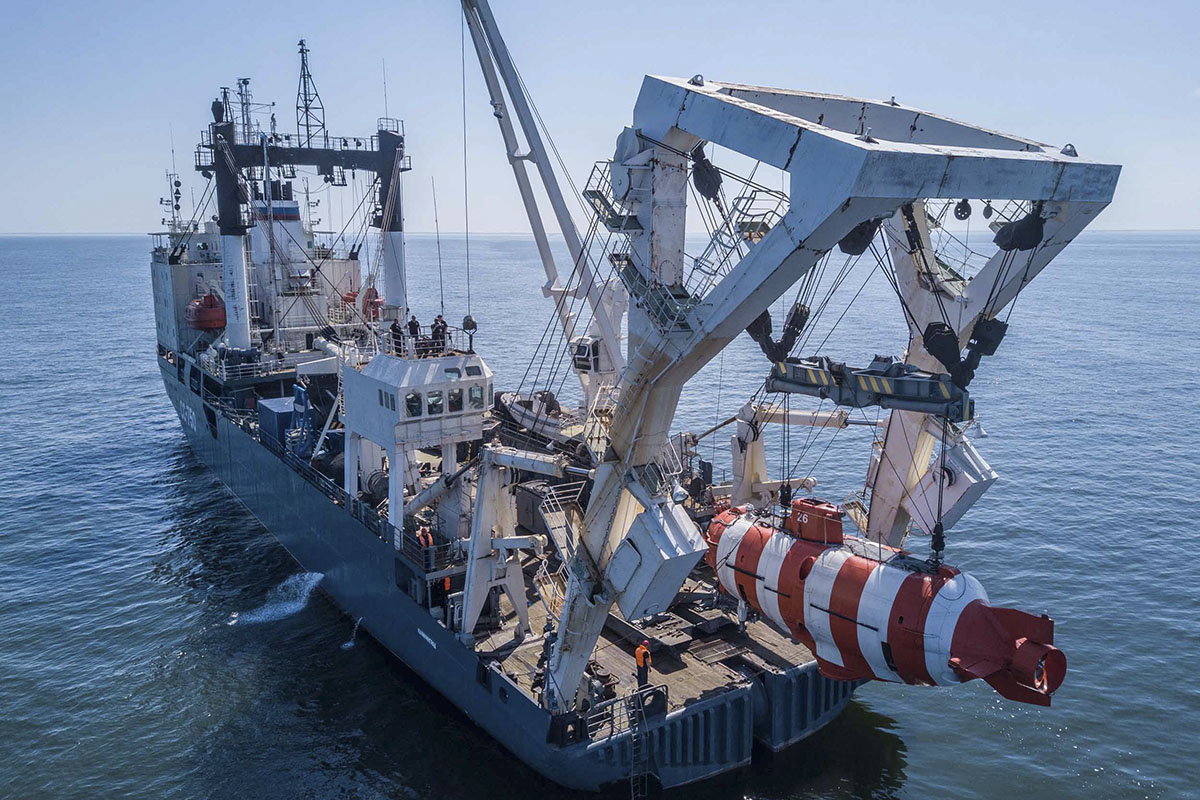
Det ryska specialfartyget en och mini-ubåten AS-26, 2020.

I april 2023 bekräftade danska försvarets ledning, att det ryska specialfartyget SS-750(en), som är utrustad med mini-ubåten AS-26, hade observerats nära Nord Stream rörledningarna fyra dagar innan de sprängdes. Danska försvarets ledning bekräftade ytterligare att patrullfartyget P524 Nymfen den 21 september seglade ifrån Rødbyhavn och att besättningen den följande dag i närheten av rörledningarna tog 26 fotografier av SS-750 samt ytterligare 86 fotografier av andra ryska fartyg.
Under 2023 sa anonyma källor i den amerikanska underrättelsetjänstemän till tidningen New York Times att en pro-ukrainsk grupp kan ha planerat attacken, utan den ukrainska regeringens kännedom. Den ukrainska regeringen har förnekat inblandning. En yacht som heter Andromeda hade hyrts och befunnits vid platsen, och innehöll rester av sprängämnen. Enligt tidningen Der Spiegel säger tyska utredare att allt pekar på inblandning från Kiev. I september 2023 framförde Andreas Umland, analytiker vid Centrum för Östeuropastudier (SCEEUS) vid Utrikespolitiska institutet, hypotesen att Andromeda kan ha varit en falsk flagg-operation av Ryssland i syfte att misstänkliggöra Ukraina och undvika skadeståndskrav för ej levererad gas. Även Ryssland förnekar inbladning och har krävt en oberoende utredning. 
De svenska och danska utredningarna lades ned i februari 2024 utan att identifiera gärningsmän. Den tyska undersökningen fortsatte.